# Église Sainte-Catherine d'Athènes
Pour les articles homonymes, voir Église Sainte-Catherine.
L'église Sainte-Catherine d'Athènes (en grec moderne : Ναός Αγίας Αικατερίνης / Naós Agías Ekaterínis) est un édifice religieux d'origine byzantine situé dans le quartier athénien de Pláka. Imprécisément daté de la première moitié du XIe siècle, le monument fut dédié à Catherine d'Alexandrie lors de son rattachement au monastère Sainte-Catherine du Sinaï en 1767. Redevenu église paroissiale, l'édifice connut de profonds remaniements à partir du XIXe siècle.

## Emplacement
L'église Sainte-Catherine d'Athènes est située dans la partie sud-est de Pláka, entre le monument de Lysicrate et l'arche d'Hadrien. Sur le parvis, à un niveau inférieur par rapport à l'église, figurent des vestiges romains et des traces d'éléments d'époques antérieures. Selon l'archéologue grec Ioánnis Travlós (en), une basilique paléochrétienne, située au centre de l'atrium formé par la colonnade d'époque romaine, occupait l'emplacement de l'église actuelle.
Au début des années 2000, le parvis de l'église fut identifié par l'archéologue Geoffrey Schmalz comme l'emplacement du prytanée de l'agora archaïque d'Athènes sur la base d'une reconsidération des écrits de Pausanias et de la découverte de la seule inscription votive à Hestia connue dans l'Athènes antique.

## Histoire
N'étant pas mentionnée dans les sources écrites médiévales, l'église a un historique particulièrement mal connu. Le Britannique Peter Megaw, spécialiste des églises byzantines, data l'édifice du deuxième quart du XIe siècle. Moins précis, Nikoláos Nikonános et Charalámbos Bourás (en) firent remonter le monument au XIe siècle, tandis que Ioánnis Travlós et Andréas Xyngópoulos (el) proposèrent l'hypothèse du XIe ou XIIe siècle,.
À l'origine, le lieu fut vraisemblablement dédié aux saints militaires Théodore Tiron et Théodore le Stratilate, comme semble l'attester une inscription découverte sur le pilier la Sainte table (el). Cependant, l'historien et poète Dimítrios Kamboúroglou défendit une dédicace à saint Théodose,. Le changement de nom en l'honneur de Catherine d'Alexandrie intervint à la suite du transfert de la propriété du lieu au monastère Sainte-Catherine du Sinaï, en février 1767, par le métropolite d'Athènes Bartholomé et les édiles locaux. Des travaux furent alors entrepris pour rénover l'église en ruine.
À la suite de l'abandon de l'église paroissiale voisine de la Panagía Kandíli dans les années qui suivirent l'indépendance de la Grèce, les fidèles du quartier furent rattachés à l'église de la Transfiguration-du-Sauveur (Kottákis). Néanmoins, l'éloignement de cette dernière conduisit rapidement les fidèles à demander la transformation de Sainte-Catherine en centre paroissial. En novembre 1840, la requête populaire fut satisfaite par le maire Dimítrios Kallifronás (el), malgré la réticence des responsables sinaïtiques. Des financements furent par ailleurs trouvés parmi les paroissiens afin de restaurer le monument, vraisemblablement endommagé par la guerre d'indépendance et le tremblement de terre de 1837,. Charles Laurent, architecte français de la ville, inspecta l'édifice à l'été 1840 et chiffra les travaux de rénovation des façades et du dôme entre 3 000 et 3 500 drachmes. En janvier 1841, un comité de cinq membres fut mis en place dans le but de superviser les travaux de réparation de l'église. Yánnis Makriyánnis, héros de la guerre d'indépendance et habitant du quartier, en fut l'un des membres éminents. La rénovation de l'église fut achevée avant 1850 avec l'érection d'un clocher au centre de la façade principale.
L'église fut par la suite considérablement agrandie avant 1870, comme en témoignage une photographie de l'époque, avec l'ajout d'un vestibule ceinturant l'édifice sur trois côtés. Le monument fut par ailleurs entièrement recouvert de plâtre, dissimulant ainsi la maçonnerie byzantine originelle. Entre 1870 et 1880, le clocher fut déplacé à l'angle sud-ouest du péristyle et son architecture fut remanié.
À partir de 1911, des fouilles furent conduites au sud de l'édifice sous l'égide d'Anastásios Orlándos et un parvis planté de palmiers fut aménagé à la suite des prospections archéologiques. En 1917, l'effondrement partiel du dôme entraîna des projets de rénovation passablement décriés, en particulier par Geórgios Sotiríou, qui n'aboutirent qu'en 1927,. Le retrait de l'enduit de plâtre sur la maçonnerie byzantine permit toutefois de révéler à nouveau certaines des caractéristiques initiales du bâtiment.
L'église acquit son aspect actuel après une campagne de rénovation conduite entre 1950 et 1953. De nouvelles colonnes furent ajoutées et les vestibules réhabilités. Plus récemment, à la suite du tremblement de terre de 1999 (en), le dôme fit l'objet de travaux de consolidation et sa couverture en tuiles fut remplacée.

## Architecture
L’église Sainte-Catherine d'Athènes présente un plan byzantin initial à croix inscrite, avec un narthex et un sanctuaire (ou bêma). La maçonnerie d'origine, en appareil cloisonné, alterne la pierre poreuse et la brique. La façade du bêma révèle quelques symboles pseudo-coufiques et l'abside centrale présente une fenêtre à trois arcs. Un bassin en céramique appelé skyphia surmonte les fenêtres des trois façades restantes. Quatre colonnes soutiennent un dôme octogonal dont l'architecture actuelle est largement éloignée du « type athénien (el) », qui caractérise les églises de la période méso-byzantine (el) dans la capitale grecque. Deux chapiteaux paléochrétiens sont intégrés dans les colonnes proches du bêma. Le monument visible de nos jours est considérablement marqué, dans son architecture et sa décoration, par des ajouts de style néo-classique et néo-byzantin. Les fresques datent de la fin du XIXe siècle et sont l'œuvre de Dimítrios Kafís (el).

## Galerie

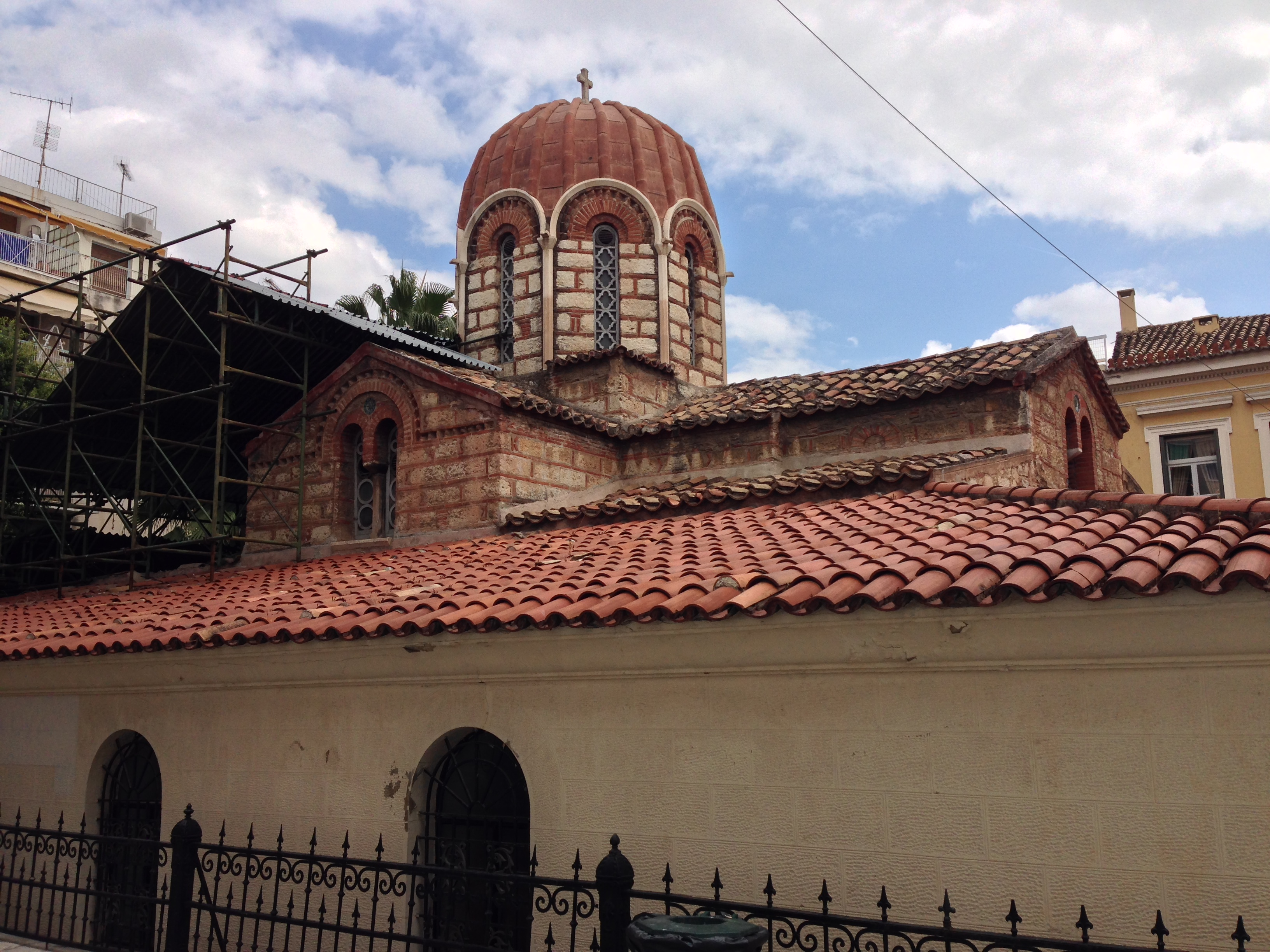
Vue depuis l'église depuis le nord.
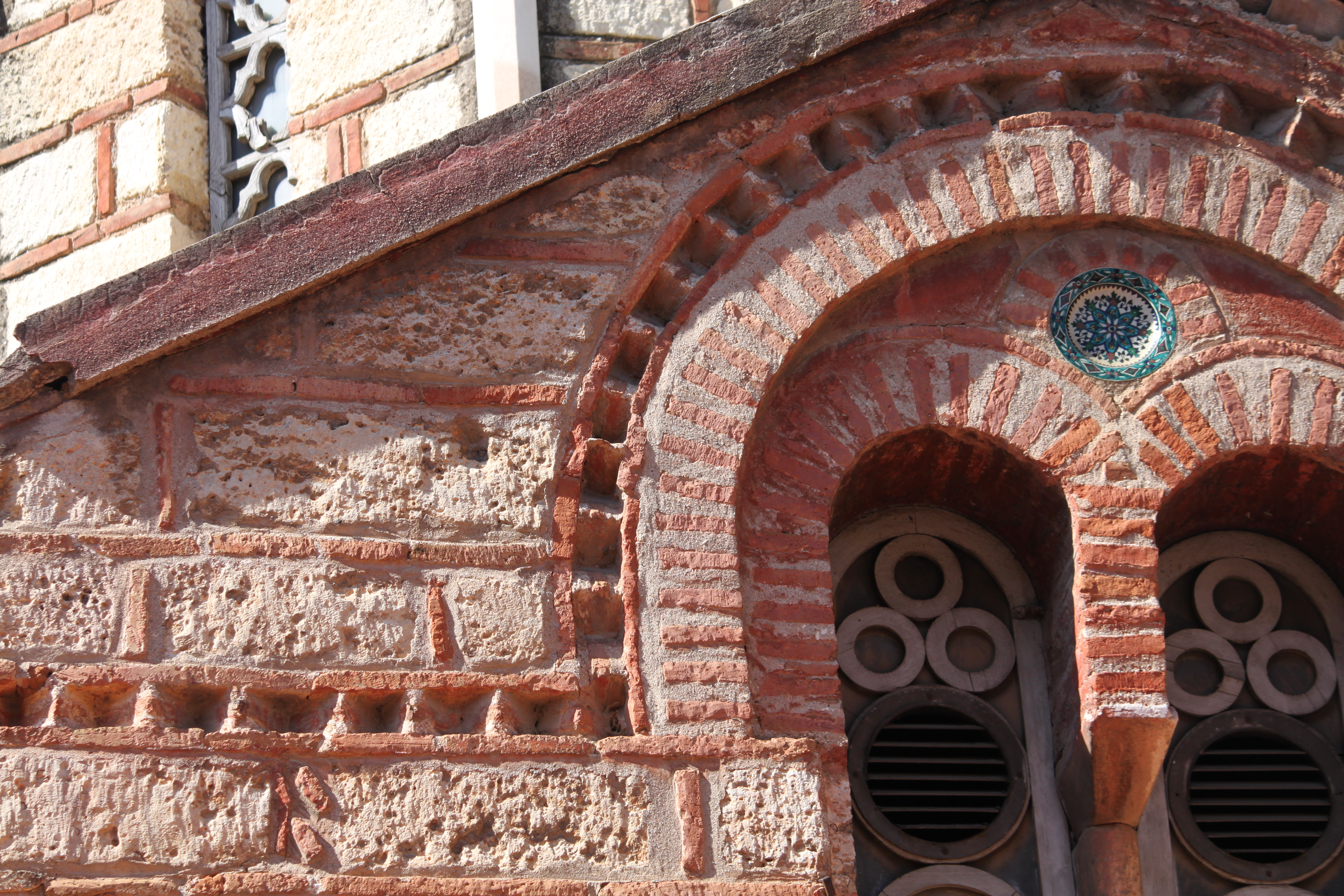
Détails de la maçonnerie, avec la frise et la skyphia.
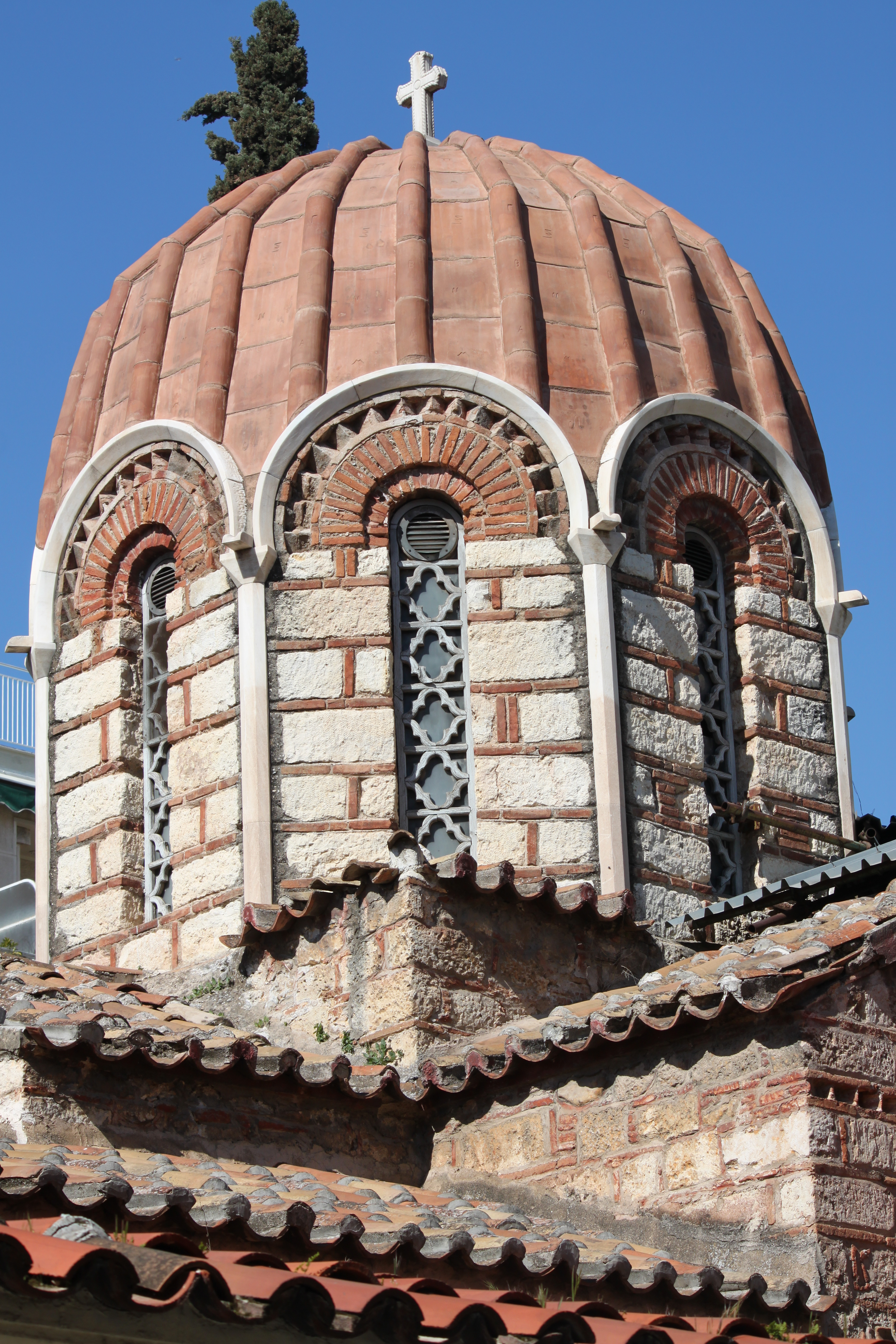
Dôme de l'église depuis le sud.
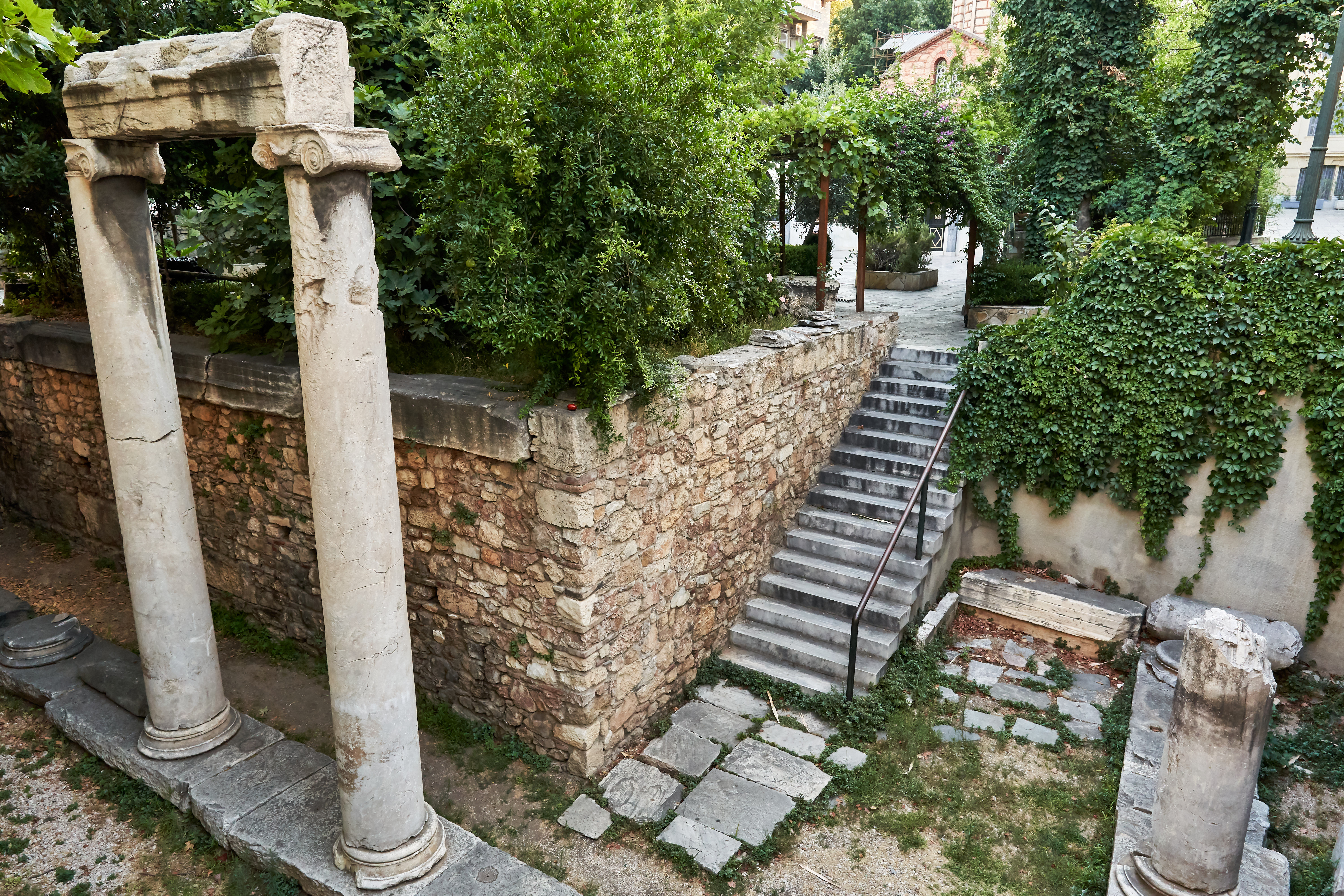
Vestiges romains sur le parvis de l'église.
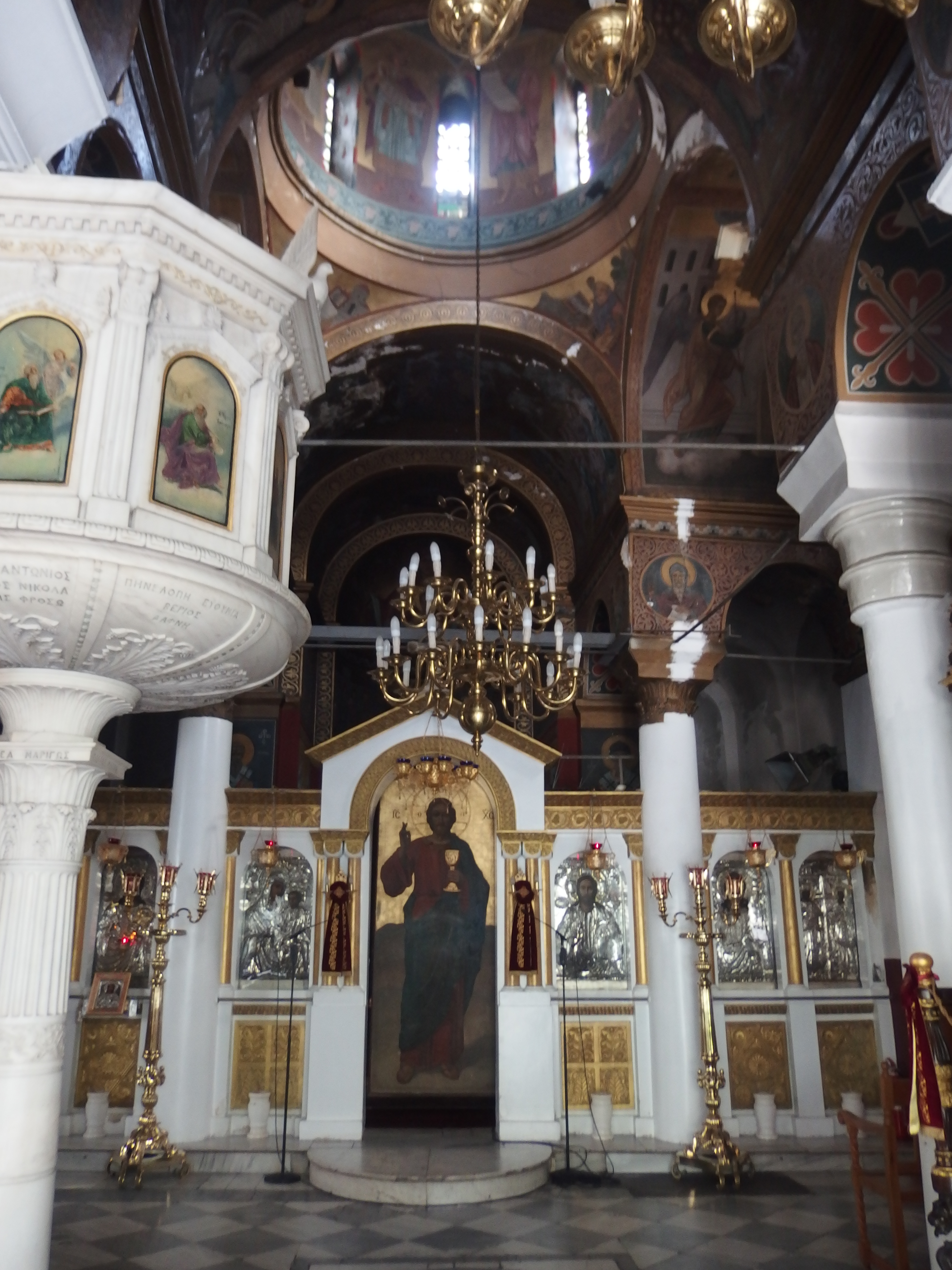
Intérieur du naos.